# Сен-Буиз
Сен-Буи́з (фр. Saint-Bouize) — коммуна во Франции, находится в регионе Центр. Департамент — Шер. Входит в состав кантона Сансер. Округ коммуны — Бурж.
Код INSEE коммуны — 18200.
Коммуна расположена приблизительно в 180 км к югу от Парижа, в 105 км юго-восточнее Орлеана, в 45 км к северо-востоку от Буржа.

## Население
Население коммуны на 2008 год составляло 319 человек.
| 1962 | 1968 | 1975 | 1982 | 1990 | 1999 | 2008 |
| ---- | ---- | ---- | ---- | ---- | ---- | ---- |
| 307  | 336  | 348  | 348  | 313  | 295  | 319  |

## Администрация
| Период | Период | Фамилия           | Партия | Примечания |
| ------ | ------ | ----------------- | ------ | ---------- |
| 1995   | 2008   | Мишель Гийу       |        |            |
| 2008   | 2014   | Анн-Мари Террефон |        |            |

## Экономика
В 2007 году среди 181 человека в трудоспособном возрасте (15-64 лет) 147 были экономически активными, 34 — неактивными (показатель активности — 81,2 %, в 1999 году было 73,8 %). Из 147 активных работали 132 человека (76 мужчин и 56 женщин), безработных было 15 (5 мужчин и 10 женщин). Среди 34 неактивных 9 человек были учениками или студентами, 13 — пенсионерами, 12 были неактивными по другим причинам.

## Достопримечательности
- Церковь Сен-Бодель (XII век). Исторический памятник с 1987 года[4]
- Замок Лагранж-Монталиве[фр.] (XVI век). Исторический памятник с 1997 года[5]

## Фотогалерея
- Замок Лагранж-Монталиве (северная сторона)
- Замок Лагранж-Монталиве (южная сторона)
- Карта коммуны